# Тур де л’Од феминин 1995
Тур де л’Од феминин 1995 — шоссейная многодневная велогонка по территории Франции. Гонка прошла с 4 по 14 мая 1995 года.
Победу одержала российская велогонщица Валентина Полханова. Литовка Раса Поликевичюте и россиянка Светлана Бубненкова заняли, соответственно, второе и третье места. В очковой классификации лучшей стала американка Жанна Голай, в горной — канадка Сью Палмер-Комар.

## Участники
| Национальные сборные (16)- Россия - Литва - США - Канада - Франция - Бельгия - Новая Зеландия - Германия - Нидерланды - Словакия - Украина - Норвегия - Великобритания - Швеция - ЮАР - Чехия |
| |

| Легенда    | Легенда                                                 |
| ---------- | ------------------------------------------------------- |
| (RR и ITT) | Чемпион мира, континента, страны с указанием дисциплины |
| №          | Стартовый номер                                         |
| Место      | Итоговое место                                          |
| DNF        | Не финишировал                                          |
| OTL        | Не попал в лимит времени                                |
| DNS        | Не стартовал                                            |
| DSQ        | Дисквалифицирован                                       |

| Бельгия BEL | Бельгия BEL         | Бельгия BEL |
| ----------- | ------------------- | ----------- |
| №           | Гонщик              | Место       |
|             | Пэтси Мэгерман      | 14-й        |
|             | Ваня Вонкс          | 56-й        |
|             | Хейди Ван де Вейвер | 8-й         |

| Великобритания GBR | Великобритания GBR | Великобритания GBR |
| ------------------ | ------------------ | ------------------ |
| №                  | Гонщик             | Место              |
|                    | Сара Филлипс       | 27-й               |
|                    | Мария Лоренс       | 31-й               |
|                    | Анджела Хантер     | 70-й               |

| Германия GER | Германия GER        | Германия GER |
| ------------ | ------------------- | ------------ |
| №            | Гонщик              | Место        |
|              | Регина Шляйхер      | 39-й         |
|              | Таня Шмидт-Хеннес   | 54-й         |
|              | Катя Бёме           | 49-й         |
|              | Вера Холфельд       | 10-й         |
|              | Виола Паулитц       | 52-й         |
|              | Ина-Йоко Тойтенберг | 38-й         |

| Канада CAN | Канада CAN              | Канада CAN |
| ---------- | ----------------------- | ---------- |
| №          | Гонщик                  | Место      |
|            | Энни Гарипи             | 62-й       |
|            | Линда Джексон           | 25-й       |
|            | Кимберли Лангтон-Дэвидж | 35-й       |
|            | Клара Хьюз              | 5-й        |
|            | Сью Палмер-Комар        | 6-й        |

| Литва LTU | Литва LTU            | Литва LTU |
| --------- | -------------------- | --------- |
| №         | Гонщик               | Место     |
|           | Диана Жилюте         | 48-й      |
|           | Йоланта Поликевичюте | 12-й      |
|           | Люда Триабайте       | 30-й      |
|           | Жита Урбонайте       | 43-й      |
|           | Эдита Пучинскайте    | 13-й      |
|           | Раса Поликевичюте    | 2-й       |

| Нидерланды NED | Нидерланды NED    | Нидерланды NED |
| -------------- | ----------------- | -------------- |
| №              | Гонщик            | Место          |
|                | Ивонн Брунен      | 15-й           |
|                | Майке де Брёйн    | 22-й           |
|                | Лени Дийкстра     | 11-й           |
|                | Наташа ден Оуден  | 60-й           |
|                | Кателийне Оудхофф | 64-й           |
|                | Марион Борст      | 33-й           |

| Новая Зеландия NZL | Новая Зеландия NZL | Новая Зеландия NZL |
| ------------------ | ------------------ | ------------------ |
| №                  | Гонщик             | Место              |
|                    | Ребекка Бейли      | 9-й                |

| Норвегия NOR | Норвегия NOR     | Норвегия NOR |
| ------------ | ---------------- | ------------ |
| №            | Гонщик           | Место        |
|              | Ранхильд Костель | 34-й         |
|              | Моника Вальвик   | 24-й         |

| Россия RUS | Россия RUS           | Россия RUS |
| ---------- | -------------------- | ---------- |
| №          | Гонщик               | Место      |
|            | Светлана Самохвалова | 41-й       |
|            | Светлана Бубненкова  | 3-й        |
|            | Валентина Полханова  | 1-й        |
|            | Гульнара Фаткулина   | 28-й       |
|            | Марина Прудникова    | 23-й       |
|            | Александра Колясева  | 20-й       |

| Словакия SVK | Словакия SVK       | Словакия SVK |
| ------------ | ------------------ | ------------ |
| №            | Гонщик             | Место        |
|              | Ленка Илавска      | 17-й         |
|              | Ярослава Команкова | 68-й         |

| США USA | США USA      | США USA |
| ------- | ------------ | ------- |
| №       | Гонщик       | Место   |
|         | Деде Барри   | 4-й     |
|         | Джули Янг    | 18-й    |
|         | Карен Куррек | 26-й    |
|         | Жанна Голай  | 19-й    |

| Украина UKR | Украина UKR       | Украина UKR |
| ----------- | ----------------- | ----------- |
| №           | Гонщик            | Место       |
|             | Наталья Юганюк    | 55-й        |
|             | Елена Павелко     | 51-й        |
|             | Тамара Полякова   | 21-й        |
|             | Светлана Гигилева | 42-й        |
|             | Наталья Кищук     | 44-й        |

| Франция FRA | Франция FRA            | Франция FRA |
| ----------- | ---------------------- | ----------- |
| №           | Гонщик                 | Место       |
|             | Франсуаза Беренже      | 57-й        |
|             | Рэйчел Леру            | 36-й        |
|             | Марион Клинье          | 53-й        |
|             | Элизабет Шеван-Брюнель | 16-й        |
|             | Шанталь Горостегюй     | 32-й        |
|             | Сильви Ридл            | 45-й        |
|             | Жоселин Мессори-Хуги   | 29-й        |
|             | Катрин Марсаль         | 7-й         |
|             | Беатрис Роже           | 47-й        |
|             | Софи Свертвегер        | 37-й        |

| Чехия CZE | Чехия CZE       | Чехия CZE |
| --------- | --------------- | --------- |
| №         | Гонщик          | Место     |
|           | Шарка Вихова    | 65-й      |
|           | Ива Пахтова     | 67-й      |
|           | Милуше Флашкова | 63-й      |
|           | Ленка Тешикова  | 69-й      |

| Швеция SWE | Швеция SWE        | Швеция SWE |
| ---------- | ----------------- | ---------- |
| №          | Гонщик            | Место      |
|            | Аннели Лундин     | 40-й       |
|            | Мари Хёльер       | 50-й       |
|            | Сюзанна Карлссон  | 66-й       |
|            | Мадлен Линдберг   | 58-й       |
|            | Камилла Андерссон | 61-й       |
|            | Ульрика Вангрен   | 59-й       |

| ЮАР RSA | ЮАР RSA      | ЮАР RSA |
| ------- | ------------ | ------- |
| №       | Гонщик       | Место   |
|         | Джеки Мартин | 46-й    |

| Бельгия BEL | Бельгия BEL         | Бельгия BEL |
| ----------- | ------------------- | ----------- |
| №           | Гонщик              | Место       |
|             | Пэтси Мэгерман      | 14-й        |
|             | Ваня Вонкс          | 56-й        |
|             | Хейди Ван де Вейвер | 8-й         |

| Великобритания GBR | Великобритания GBR | Великобритания GBR |
| ------------------ | ------------------ | ------------------ |
| №                  | Гонщик             | Место              |
|                    | Сара Филлипс       | 27-й               |
|                    | Мария Лоренс       | 31-й               |
|                    | Анджела Хантер     | 70-й               |

| Германия GER | Германия GER        | Германия GER |
| ------------ | ------------------- | ------------ |
| №            | Гонщик              | Место        |
|              | Регина Шляйхер      | 39-й         |
|              | Таня Шмидт-Хеннес   | 54-й         |
|              | Катя Бёме           | 49-й         |
|              | Вера Холфельд       | 10-й         |
|              | Виола Паулитц       | 52-й         |
|              | Ина-Йоко Тойтенберг | 38-й         |

| Канада CAN | Канада CAN              | Канада CAN |
| ---------- | ----------------------- | ---------- |
| №          | Гонщик                  | Место      |
|            | Энни Гарипи             | 62-й       |
|            | Линда Джексон           | 25-й       |
|            | Кимберли Лангтон-Дэвидж | 35-й       |
|            | Клара Хьюз              | 5-й        |
|            | Сью Палмер-Комар        | 6-й        |

| Литва LTU | Литва LTU            | Литва LTU |
| --------- | -------------------- | --------- |
| №         | Гонщик               | Место     |
|           | Диана Жилюте         | 48-й      |
|           | Йоланта Поликевичюте | 12-й      |
|           | Люда Триабайте       | 30-й      |
|           | Жита Урбонайте       | 43-й      |
|           | Эдита Пучинскайте    | 13-й      |
|           | Раса Поликевичюте    | 2-й       |

| Нидерланды NED | Нидерланды NED    | Нидерланды NED |
| -------------- | ----------------- | -------------- |
| №              | Гонщик            | Место          |
|                | Ивонн Брунен      | 15-й           |
|                | Майке де Брёйн    | 22-й           |
|                | Лени Дийкстра     | 11-й           |
|                | Наташа ден Оуден  | 60-й           |
|                | Кателийне Оудхофф | 64-й           |
|                | Марион Борст      | 33-й           |

| Новая Зеландия NZL | Новая Зеландия NZL | Новая Зеландия NZL |
| ------------------ | ------------------ | ------------------ |
| №                  | Гонщик             | Место              |
|                    | Ребекка Бейли      | 9-й                |

| Норвегия NOR | Норвегия NOR     | Норвегия NOR |
| ------------ | ---------------- | ------------ |
| №            | Гонщик           | Место        |
|              | Ранхильд Костель | 34-й         |
|              | Моника Вальвик   | 24-й         |

| Россия RUS | Россия RUS           | Россия RUS |
| ---------- | -------------------- | ---------- |
| №          | Гонщик               | Место      |
|            | Светлана Самохвалова | 41-й       |
|            | Светлана Бубненкова  | 3-й        |
|            | Валентина Полханова  | 1-й        |
|            | Гульнара Фаткулина   | 28-й       |
|            | Марина Прудникова    | 23-й       |
|            | Александра Колясева  | 20-й       |

| Словакия SVK | Словакия SVK       | Словакия SVK |
| ------------ | ------------------ | ------------ |
| №            | Гонщик             | Место        |
|              | Ленка Илавска      | 17-й         |
|              | Ярослава Команкова | 68-й         |

| США USA | США USA      | США USA |
| ------- | ------------ | ------- |
| №       | Гонщик       | Место   |
|         | Деде Барри   | 4-й     |
|         | Джули Янг    | 18-й    |
|         | Карен Куррек | 26-й    |
|         | Жанна Голай  | 19-й    |

| Украина UKR | Украина UKR       | Украина UKR |
| ----------- | ----------------- | ----------- |
| №           | Гонщик            | Место       |
|             | Наталья Юганюк    | 55-й        |
|             | Елена Павелко     | 51-й        |
|             | Тамара Полякова   | 21-й        |
|             | Светлана Гигилева | 42-й        |
|             | Наталья Кищук     | 44-й        |

| Франция FRA | Франция FRA            | Франция FRA |
| ----------- | ---------------------- | ----------- |
| №           | Гонщик                 | Место       |
|             | Франсуаза Беренже      | 57-й        |
|             | Рэйчел Леру            | 36-й        |
|             | Марион Клинье          | 53-й        |
|             | Элизабет Шеван-Брюнель | 16-й        |
|             | Шанталь Горостегюй     | 32-й        |
|             | Сильви Ридл            | 45-й        |
|             | Жоселин Мессори-Хуги   | 29-й        |
|             | Катрин Марсаль         | 7-й         |
|             | Беатрис Роже           | 47-й        |
|             | Софи Свертвегер        | 37-й        |

| Чехия CZE | Чехия CZE       | Чехия CZE |
| --------- | --------------- | --------- |
| №         | Гонщик          | Место     |
|           | Шарка Вихова    | 65-й      |
|           | Ива Пахтова     | 67-й      |
|           | Милуше Флашкова | 63-й      |
|           | Ленка Тешикова  | 69-й      |

| Швеция SWE | Швеция SWE        | Швеция SWE |
| ---------- | ----------------- | ---------- |
| №          | Гонщик            | Место      |
|            | Аннели Лундин     | 40-й       |
|            | Мари Хёльер       | 50-й       |
|            | Сюзанна Карлссон  | 66-й       |
|            | Мадлен Линдберг   | 58-й       |
|            | Камилла Андерссон | 61-й       |
|            | Ульрика Вангрен   | 59-й       |

| ЮАР RSA | ЮАР RSA      | ЮАР RSA |
| ------- | ------------ | ------- |
| №       | Гонщик       | Место   |
|         | Джеки Мартин | 46-й    |

| Бельгия BEL | Бельгия BEL         | Бельгия BEL |
| ----------- | ------------------- | ----------- |
| №           | Гонщик              | Место       |
|             | Пэтси Мэгерман      | 14-й        |
|             | Ваня Вонкс          | 56-й        |
|             | Хейди Ван де Вейвер | 8-й         |

| Великобритания GBR | Великобритания GBR | Великобритания GBR |
| ------------------ | ------------------ | ------------------ |
| №                  | Гонщик             | Место              |
|                    | Сара Филлипс       | 27-й               |
|                    | Мария Лоренс       | 31-й               |
|                    | Анджела Хантер     | 70-й               |

| Германия GER | Германия GER        | Германия GER |
| ------------ | ------------------- | ------------ |
| №            | Гонщик              | Место        |
|              | Регина Шляйхер      | 39-й         |
|              | Таня Шмидт-Хеннес   | 54-й         |
|              | Катя Бёме           | 49-й         |
|              | Вера Холфельд       | 10-й         |
|              | Виола Паулитц       | 52-й         |
|              | Ина-Йоко Тойтенберг | 38-й         |

| Канада CAN | Канада CAN              | Канада CAN |
| ---------- | ----------------------- | ---------- |
| №          | Гонщик                  | Место      |
|            | Энни Гарипи             | 62-й       |
|            | Линда Джексон           | 25-й       |
|            | Кимберли Лангтон-Дэвидж | 35-й       |
|            | Клара Хьюз              | 5-й        |
|            | Сью Палмер-Комар        | 6-й        |

| Литва LTU | Литва LTU            | Литва LTU |
| --------- | -------------------- | --------- |
| №         | Гонщик               | Место     |
|           | Диана Жилюте         | 48-й      |
|           | Йоланта Поликевичюте | 12-й      |
|           | Люда Триабайте       | 30-й      |
|           | Жита Урбонайте       | 43-й      |
|           | Эдита Пучинскайте    | 13-й      |
|           | Раса Поликевичюте    | 2-й       |

| Нидерланды NED | Нидерланды NED    | Нидерланды NED |
| -------------- | ----------------- | -------------- |
| №              | Гонщик            | Место          |
|                | Ивонн Брунен      | 15-й           |
|                | Майке де Брёйн    | 22-й           |
|                | Лени Дийкстра     | 11-й           |
|                | Наташа ден Оуден  | 60-й           |
|                | Кателийне Оудхофф | 64-й           |
|                | Марион Борст      | 33-й           |

| Новая Зеландия NZL | Новая Зеландия NZL | Новая Зеландия NZL |
| ------------------ | ------------------ | ------------------ |
| №                  | Гонщик             | Место              |
|                    | Ребекка Бейли      | 9-й                |

| Норвегия NOR | Норвегия NOR     | Норвегия NOR |
| ------------ | ---------------- | ------------ |
| №            | Гонщик           | Место        |
|              | Ранхильд Костель | 34-й         |
|              | Моника Вальвик   | 24-й         |

| Россия RUS | Россия RUS           | Россия RUS |
| ---------- | -------------------- | ---------- |
| №          | Гонщик               | Место      |
|            | Светлана Самохвалова | 41-й       |
|            | Светлана Бубненкова  | 3-й        |
|            | Валентина Полханова  | 1-й        |
|            | Гульнара Фаткулина   | 28-й       |
|            | Марина Прудникова    | 23-й       |
|            | Александра Колясева  | 20-й       |

| Словакия SVK | Словакия SVK       | Словакия SVK |
| ------------ | ------------------ | ------------ |
| №            | Гонщик             | Место        |
|              | Ленка Илавска      | 17-й         |
|              | Ярослава Команкова | 68-й         |

| США USA | США USA      | США USA |
| ------- | ------------ | ------- |
| №       | Гонщик       | Место   |
|         | Деде Барри   | 4-й     |
|         | Джули Янг    | 18-й    |
|         | Карен Куррек | 26-й    |
|         | Жанна Голай  | 19-й    |

| Украина UKR | Украина UKR       | Украина UKR |
| ----------- | ----------------- | ----------- |
| №           | Гонщик            | Место       |
|             | Наталья Юганюк    | 55-й        |
|             | Елена Павелко     | 51-й        |
|             | Тамара Полякова   | 21-й        |
|             | Светлана Гигилева | 42-й        |
|             | Наталья Кищук     | 44-й        |

| Франция FRA | Франция FRA            | Франция FRA |
| ----------- | ---------------------- | ----------- |
| №           | Гонщик                 | Место       |
|             | Франсуаза Беренже      | 57-й        |
|             | Рэйчел Леру            | 36-й        |
|             | Марион Клинье          | 53-й        |
|             | Элизабет Шеван-Брюнель | 16-й        |
|             | Шанталь Горостегюй     | 32-й        |
|             | Сильви Ридл            | 45-й        |
|             | Жоселин Мессори-Хуги   | 29-й        |
|             | Катрин Марсаль         | 7-й         |
|             | Беатрис Роже           | 47-й        |
|             | Софи Свертвегер        | 37-й        |

| Чехия CZE | Чехия CZE       | Чехия CZE |
| --------- | --------------- | --------- |
| №         | Гонщик          | Место     |
|           | Шарка Вихова    | 65-й      |
|           | Ива Пахтова     | 67-й      |
|           | Милуше Флашкова | 63-й      |
|           | Ленка Тешикова  | 69-й      |

| Швеция SWE | Швеция SWE        | Швеция SWE |
| ---------- | ----------------- | ---------- |
| №          | Гонщик            | Место      |
|            | Аннели Лундин     | 40-й       |
|            | Мари Хёльер       | 50-й       |
|            | Сюзанна Карлссон  | 66-й       |
|            | Мадлен Линдберг   | 58-й       |
|            | Камилла Андерссон | 61-й       |
|            | Ульрика Вангрен   | 59-й       |

| ЮАР RSA | ЮАР RSA      | ЮАР RSA |
| ------- | ------------ | ------- |
| №       | Гонщик       | Место   |
|         | Джеки Мартин | 46-й    |

| Бельгия BEL | Бельгия BEL         | Бельгия BEL |
| ----------- | ------------------- | ----------- |
| №           | Гонщик              | Место       |
|             | Пэтси Мэгерман      | 14-й        |
|             | Ваня Вонкс          | 56-й        |
|             | Хейди Ван де Вейвер | 8-й         |

| Великобритания GBR | Великобритания GBR | Великобритания GBR |
| ------------------ | ------------------ | ------------------ |
| №                  | Гонщик             | Место              |
|                    | Сара Филлипс       | 27-й               |
|                    | Мария Лоренс       | 31-й               |
|                    | Анджела Хантер     | 70-й               |

| Германия GER | Германия GER        | Германия GER |
| ------------ | ------------------- | ------------ |
| №            | Гонщик              | Место        |
|              | Регина Шляйхер      | 39-й         |
|              | Таня Шмидт-Хеннес   | 54-й         |
|              | Катя Бёме           | 49-й         |
|              | Вера Холфельд       | 10-й         |
|              | Виола Паулитц       | 52-й         |
|              | Ина-Йоко Тойтенберг | 38-й         |

| Канада CAN | Канада CAN              | Канада CAN |
| ---------- | ----------------------- | ---------- |
| №          | Гонщик                  | Место      |
|            | Энни Гарипи             | 62-й       |
|            | Линда Джексон           | 25-й       |
|            | Кимберли Лангтон-Дэвидж | 35-й       |
|            | Клара Хьюз              | 5-й        |
|            | Сью Палмер-Комар        | 6-й        |

| Литва LTU | Литва LTU            | Литва LTU |
| --------- | -------------------- | --------- |
| №         | Гонщик               | Место     |
|           | Диана Жилюте         | 48-й      |
|           | Йоланта Поликевичюте | 12-й      |
|           | Люда Триабайте       | 30-й      |
|           | Жита Урбонайте       | 43-й      |
|           | Эдита Пучинскайте    | 13-й      |
|           | Раса Поликевичюте    | 2-й       |

| Нидерланды NED | Нидерланды NED    | Нидерланды NED |
| -------------- | ----------------- | -------------- |
| №              | Гонщик            | Место          |
|                | Ивонн Брунен      | 15-й           |
|                | Майке де Брёйн    | 22-й           |
|                | Лени Дийкстра     | 11-й           |
|                | Наташа ден Оуден  | 60-й           |
|                | Кателийне Оудхофф | 64-й           |
|                | Марион Борст      | 33-й           |

| Новая Зеландия NZL | Новая Зеландия NZL | Новая Зеландия NZL |
| ------------------ | ------------------ | ------------------ |
| №                  | Гонщик             | Место              |
|                    | Ребекка Бейли      | 9-й                |

| Норвегия NOR | Норвегия NOR     | Норвегия NOR |
| ------------ | ---------------- | ------------ |
| №            | Гонщик           | Место        |
|              | Ранхильд Костель | 34-й         |
|              | Моника Вальвик   | 24-й         |

| Россия RUS | Россия RUS           | Россия RUS |
| ---------- | -------------------- | ---------- |
| №          | Гонщик               | Место      |
|            | Светлана Самохвалова | 41-й       |
|            | Светлана Бубненкова  | 3-й        |
|            | Валентина Полханова  | 1-й        |
|            | Гульнара Фаткулина   | 28-й       |
|            | Марина Прудникова    | 23-й       |
|            | Александра Колясева  | 20-й       |

| Словакия SVK | Словакия SVK       | Словакия SVK |
| ------------ | ------------------ | ------------ |
| №            | Гонщик             | Место        |
|              | Ленка Илавска      | 17-й         |
|              | Ярослава Команкова | 68-й         |

| США USA | США USA      | США USA |
| ------- | ------------ | ------- |
| №       | Гонщик       | Место   |
|         | Деде Барри   | 4-й     |
|         | Джули Янг    | 18-й    |
|         | Карен Куррек | 26-й    |
|         | Жанна Голай  | 19-й    |

| Украина UKR | Украина UKR       | Украина UKR |
| ----------- | ----------------- | ----------- |
| №           | Гонщик            | Место       |
|             | Наталья Юганюк    | 55-й        |
|             | Елена Павелко     | 51-й        |
|             | Тамара Полякова   | 21-й        |
|             | Светлана Гигилева | 42-й        |
|             | Наталья Кищук     | 44-й        |

| Франция FRA | Франция FRA            | Франция FRA |
| ----------- | ---------------------- | ----------- |
| №           | Гонщик                 | Место       |
|             | Франсуаза Беренже      | 57-й        |
|             | Рэйчел Леру            | 36-й        |
|             | Марион Клинье          | 53-й        |
|             | Элизабет Шеван-Брюнель | 16-й        |
|             | Шанталь Горостегюй     | 32-й        |
|             | Сильви Ридл            | 45-й        |
|             | Жоселин Мессори-Хуги   | 29-й        |
|             | Катрин Марсаль         | 7-й         |
|             | Беатрис Роже           | 47-й        |
|             | Софи Свертвегер        | 37-й        |

| Чехия CZE | Чехия CZE       | Чехия CZE |
| --------- | --------------- | --------- |
| №         | Гонщик          | Место     |
|           | Шарка Вихова    | 65-й      |
|           | Ива Пахтова     | 67-й      |
|           | Милуше Флашкова | 63-й      |
|           | Ленка Тешикова  | 69-й      |

| Швеция SWE | Швеция SWE        | Швеция SWE |
| ---------- | ----------------- | ---------- |
| №          | Гонщик            | Место      |
|            | Аннели Лундин     | 40-й       |
|            | Мари Хёльер       | 50-й       |
|            | Сюзанна Карлссон  | 66-й       |
|            | Мадлен Линдберг   | 58-й       |
|            | Камилла Андерссон | 61-й       |
|            | Ульрика Вангрен   | 59-й       |

| ЮАР RSA | ЮАР RSA      | ЮАР RSA |
| ------- | ------------ | ------- |
| №       | Гонщик       | Место   |
|         | Джеки Мартин | 46-й    |

## Маршрут
Маршрут гонки состоял из пролога, 7 этапов (один в формате командной гонки) и 4 полуэтапов (один в формате индивидуальной гонки) и имел 1 день отдыха. Таким образом гонка длилась 14 дней. Старт располагался в Грюиссане, а финиш Лиму. Впервые ни одного этапа не было в префектуре департамента Од — Каркасоне.
Данные стартовая и финишная локации, как и отсутствие этапа в Каркасоне сохранятся на протяжении оставшихся лет существоания гонки.
Общая протяжённость дистанции составила больше 900 км.
| Этап   | Дата   | Маршрут                             | type                    | Длина (км) | Победитель        | Лидер генеральной классификации |
| ------ | ------ | ----------------------------------- | ----------------------- | ---------- | ----------------- | ------------------------------- |
| Пролог | 4 май  | Грюиссан – Грюиссан                 | пролог                  | 2,4        | Клара Хьюз        |                                 |
| 1      | 5 май  | Ле Баркаре – Лёкат                  | командная разделка      | 23         | Россия            |                                 |
| 2      | 6 май  | Лезиньян-Корбьер – Лезиньян-Корбьер |                         | 135,4      | Джули Янг         |                                 |
| 3      | 7 май  | Увейан – Биз-Минервуа               |                         | 123,2      | Жанна Голай       |                                 |
| 4a     | 8 май  | Конк-сюр-Орбьель – Пик-де-Нор       |                         | 69,4       | Ребекка Бейли     |                                 |
| 4b     | 8 май  | Прадель-Кабарде – Конк-сюр-Орбьель  |                         | 69,4       | Жанна Голай       |                                 |
| 5      | 9 май  | Кастельнодари – Кастельнодари       |                         | 105,5      | Джули Янг         |                                 |
|        | 10 май | День отдыха                         | День отдыха             |            |                   |                                 |
| 6      | 11 май | Порт-Лораге – Порт-Лораге           |                         | 98,4       | Катрин Марсаль    |                                 |
| 7      | 12 май | Бран – Бран                         |                         | 121,4      | Деде Барри        |                                 |
| 8a     | 13 май | Лор-Минервуа – Флур                 |                         | 56,1       | Деде Барри        |                                 |
| 8b     | 13 май | Казильяк – Казильяк                 | индивидуальная разделка | 12,5       | Клара Хьюз        |                                 |
| 9      | 14 май | Лиму – Лиму                         |                         | 121,6      | Раса Поликевичюте | Валентина Полханова             |

## Ход гонки

### Пролог
| Грюиссан - Грюиссан | пролог | (2,4 км) |

| \| Результаты этапа \| Результаты этапа \| Результаты этапа \| Результаты этапа \| Результаты этапа \| \| Гонщик \| Гонщик \| Команда \| Время \| \| \| ---------------- \| ---------------- \| ---------------- \| ---------------- \| ---------------- \| |        |         |       |
| |        |         |       |
| |        |         |       |
| Результаты этапа |        |         |       |
| Гонщик | Гонщик | Команда | Время |

| \| Генеральная классификация \| Генеральная классификация \| Генеральная классификация \| Генеральная классификация \| Генеральная классификация \| \| Гонщик \| Гонщик \| Команда \| Время \| \| \| ------------------------- \| ------------------------- \| ------------------------- \| ------------------------- \| ------------------------- \| |        |         |       |
| |        |         |       |
| |        |         |       |
| Генеральная классификация |        |         |       |
| Гонщик | Гонщик | Команда | Время |

### Этап 1
| Ле Баркаре - Лёкат | командная разделка | (23 км) |

| \| Результаты этапа \| Результаты этапа \| Результаты этапа \| Результаты этапа \| Результаты этапа \| Результаты этапа \| \| Команда \| Команда \| Время \| Отставание \| Скорость \| \| \| ---------------- \| ---------------- \| ---------------- \| ---------------- \| ---------------- \| ---------------- \| \| 1-й \| Россия \| 0' 00 \| \| inf км/ч \| \| |         |       |            |          |
| |         |       |            |          |
| |         |       |            |          |
| Результаты этапа |         |       |            |          |
| Команда | Команда | Время | Отставание | Скорость |
| 1-й | Россия  | 0' 00 |            | inf км/ч |

| \| Генеральная классификация \| Генеральная классификация \| Генеральная классификация \| Генеральная классификация \| Генеральная классификация \| \| Гонщик \| Гонщик \| Команда \| Время \| \| \| ------------------------- \| ------------------------- \| ------------------------- \| ------------------------- \| ------------------------- \| |        |         |       |
| |        |         |       |
| |        |         |       |
| Генеральная классификация |        |         |       |
| Гонщик | Гонщик | Команда | Время |

### Этап 2
| Лезиньян-Корбьер - Лезиньян-Корбьер |  | (135,4 км) |

| \| Результаты этапа \| Результаты этапа \| Результаты этапа \| Результаты этапа \| Результаты этапа \| \| Гонщик \| Гонщик \| Команда \| Время \| \| \| ---------------- \| ---------------- \| ---------------- \| ---------------- \| ---------------- \| |        |         |       |
| |        |         |       |
| |        |         |       |
| Результаты этапа |        |         |       |
| Гонщик | Гонщик | Команда | Время |

| \| Генеральная классификация \| Генеральная классификация \| Генеральная классификация \| Генеральная классификация \| Генеральная классификация \| \| Гонщик \| Гонщик \| Команда \| Время \| \| \| ------------------------- \| ------------------------- \| ------------------------- \| ------------------------- \| ------------------------- \| |        |         |       |
| |        |         |       |
| |        |         |       |
| Генеральная классификация |        |         |       |
| Гонщик | Гонщик | Команда | Время |

### Этап 3
| Увейан - Биз-Минервуа |  | (123,2 км) |

| \| Результаты этапа \| Результаты этапа \| Результаты этапа \| Результаты этапа \| Результаты этапа \| \| Гонщик \| Гонщик \| Команда \| Время \| \| \| ---------------- \| ---------------- \| ---------------- \| ---------------- \| ---------------- \| |        |         |       |
| |        |         |       |
| |        |         |       |
| Результаты этапа |        |         |       |
| Гонщик | Гонщик | Команда | Время |

| \| Генеральная классификация \| Генеральная классификация \| Генеральная классификация \| Генеральная классификация \| Генеральная классификация \| \| Гонщик \| Гонщик \| Команда \| Время \| \| \| ------------------------- \| ------------------------- \| ------------------------- \| ------------------------- \| ------------------------- \| |        |         |       |
| |        |         |       |
| |        |         |       |
| Генеральная классификация |        |         |       |
| Гонщик | Гонщик | Команда | Время |

### Этап 4a
| Конк-сюр-Орбьель - Пик-де-Нор |  | (69,4 км) |

| \| Результаты этапа \| Результаты этапа \| Результаты этапа \| Результаты этапа \| Результаты этапа \| \| Гонщик \| Гонщик \| Команда \| Время \| \| \| ---------------- \| ---------------- \| ---------------- \| ---------------- \| ---------------- \| |        |         |       |
| |        |         |       |
| |        |         |       |
| Результаты этапа |        |         |       |
| Гонщик | Гонщик | Команда | Время |

| \| Генеральная классификация \| Генеральная классификация \| Генеральная классификация \| Генеральная классификация \| Генеральная классификация \| \| Гонщик \| Гонщик \| Команда \| Время \| \| \| ------------------------- \| ------------------------- \| ------------------------- \| ------------------------- \| ------------------------- \| |        |         |       |
| |        |         |       |
| |        |         |       |
| Генеральная классификация |        |         |       |
| Гонщик | Гонщик | Команда | Время |

### Этап 4b
| Прадель-Кабарде - Конк-сюр-Орбьель |  | (69,4 км) |

| \| Результаты этапа \| Результаты этапа \| Результаты этапа \| Результаты этапа \| Результаты этапа \| \| Гонщик \| Гонщик \| Команда \| Время \| \| \| ---------------- \| ---------------- \| ---------------- \| ---------------- \| ---------------- \| |        |         |       |
| |        |         |       |
| |        |         |       |
| Результаты этапа |        |         |       |
| Гонщик | Гонщик | Команда | Время |

| \| Генеральная классификация \| Генеральная классификация \| Генеральная классификация \| Генеральная классификация \| Генеральная классификация \| \| Гонщик \| Гонщик \| Команда \| Время \| \| \| ------------------------- \| ------------------------- \| ------------------------- \| ------------------------- \| ------------------------- \| |        |         |       |
| |        |         |       |
| |        |         |       |
| Генеральная классификация |        |         |       |
| Гонщик | Гонщик | Команда | Время |

### Этап 5
| Кастельнодари - Кастельнодари |  | (105,5 км) |

| \| Результаты этапа \| Результаты этапа \| Результаты этапа \| Результаты этапа \| Результаты этапа \| \| Гонщик \| Гонщик \| Команда \| Время \| \| \| ---------------- \| ---------------- \| ---------------- \| ---------------- \| ---------------- \| |        |         |       |
| |        |         |       |
| |        |         |       |
| Результаты этапа |        |         |       |
| Гонщик | Гонщик | Команда | Время |

| \| Генеральная классификация \| Генеральная классификация \| Генеральная классификация \| Генеральная классификация \| Генеральная классификация \| \| Гонщик \| Гонщик \| Команда \| Время \| \| \| ------------------------- \| ------------------------- \| ------------------------- \| ------------------------- \| ------------------------- \| |        |         |       |
| |        |         |       |
| |        |         |       |
| Генеральная классификация |        |         |       |
| Гонщик | Гонщик | Команда | Время |

### Этап 6
| Порт-Лораге - Порт-Лораге |  | (98,4 км) |

| \| Результаты этапа \| Результаты этапа \| Результаты этапа \| Результаты этапа \| Результаты этапа \| \| Гонщик \| Гонщик \| Команда \| Время \| \| \| ---------------- \| ---------------- \| ---------------- \| ---------------- \| ---------------- \| |        |         |       |
| |        |         |       |
| |        |         |       |
| Результаты этапа |        |         |       |
| Гонщик | Гонщик | Команда | Время |

| \| Генеральная классификация \| Генеральная классификация \| Генеральная классификация \| Генеральная классификация \| Генеральная классификация \| \| Гонщик \| Гонщик \| Команда \| Время \| \| \| ------------------------- \| ------------------------- \| ------------------------- \| ------------------------- \| ------------------------- \| |        |         |       |
| |        |         |       |
| |        |         |       |
| Генеральная классификация |        |         |       |
| Гонщик | Гонщик | Команда | Время |

### Этап 7
| Бран - Бран |  | (121,4 км) |

| \| Результаты этапа \| Результаты этапа \| Результаты этапа \| Результаты этапа \| Результаты этапа \| \| Гонщик \| Гонщик \| Команда \| Время \| \| \| ---------------- \| ---------------- \| ---------------- \| ---------------- \| ---------------- \| |        |         |       |
| |        |         |       |
| |        |         |       |
| Результаты этапа |        |         |       |
| Гонщик | Гонщик | Команда | Время |

| \| Генеральная классификация \| Генеральная классификация \| Генеральная классификация \| Генеральная классификация \| Генеральная классификация \| \| Гонщик \| Гонщик \| Команда \| Время \| \| \| ------------------------- \| ------------------------- \| ------------------------- \| ------------------------- \| ------------------------- \| |        |         |       |
| |        |         |       |
| |        |         |       |
| Генеральная классификация |        |         |       |
| Гонщик | Гонщик | Команда | Время |

### Этап 8a
| Лор-Минервуа - Флур |  | (56,1 км) |

| \| Результаты этапа \| Результаты этапа \| Результаты этапа \| Результаты этапа \| Результаты этапа \| \| Гонщик \| Гонщик \| Команда \| Время \| \| \| ---------------- \| ---------------- \| ---------------- \| ---------------- \| ---------------- \| |        |         |       |
| |        |         |       |
| |        |         |       |
| Результаты этапа |        |         |       |
| Гонщик | Гонщик | Команда | Время |

| \| Генеральная классификация \| Генеральная классификация \| Генеральная классификация \| Генеральная классификация \| Генеральная классификация \| \| Гонщик \| Гонщик \| Команда \| Время \| \| \| ------------------------- \| ------------------------- \| ------------------------- \| ------------------------- \| ------------------------- \| |        |         |       |
| |        |         |       |
| |        |         |       |
| Генеральная классификация |        |         |       |
| Гонщик | Гонщик | Команда | Время |

### Этап 8b
| Казильяк - Казильяк | индивидуальная разделка | (12,5 км) |

| \| Результаты этапа \| Результаты этапа \| Результаты этапа \| Результаты этапа \| Результаты этапа \| \| Гонщик \| Гонщик \| Команда \| Время \| \| \| ---------------- \| ---------------- \| ---------------- \| ---------------- \| ---------------- \| |        |         |       |
| |        |         |       |
| |        |         |       |
| Результаты этапа |        |         |       |
| Гонщик | Гонщик | Команда | Время |

| \| Генеральная классификация \| Генеральная классификация \| Генеральная классификация \| Генеральная классификация \| Генеральная классификация \| \| Гонщик \| Гонщик \| Команда \| Время \| \| \| ------------------------- \| ------------------------- \| ------------------------- \| ------------------------- \| ------------------------- \| |        |         |       |
| |        |         |       |
| |        |         |       |
| Генеральная классификация |        |         |       |
| Гонщик | Гонщик | Команда | Время |

### Этап 9
| Лиму - Лиму |  | (121,6 км) |

| \| Результаты этапа \| Результаты этапа \| Результаты этапа \| Результаты этапа \| Результаты этапа \| \| Гонщик \| Гонщик \| Команда \| Время \| \| \| ---------------- \| ---------------- \| ---------------- \| ---------------- \| ---------------- \| |        |         |       |
| |        |         |       |
| |        |         |       |
| Результаты этапа |        |         |       |
| Гонщик | Гонщик | Команда | Время |

## Лидеры классификаций
| Этап   |                         | Победитель _      | Генеральная классификация _ | Очковая _      | Горная _         | Молодёжная _   | Командная по времени _ |
| ------ | ----------------------- | ----------------- | --------------------------- | -------------- | ---------------- | -------------- | ---------------------- |
| Пролог | пролог                  | Клара Хьюз        | не определялся              | не определялся | не определялся   | не определялся | не определялся         |
| 1      | командная разделка      | Россия            | не определялся              | не определялся | не определялся   | не определялся | не определялся         |
| 2      |                         | Джули Янг         | не определялся              | не определялся | не определялся   | не определялся | не определялся         |
| 3      |                         | Жанна Голай       | не определялся              | не определялся | не определялся   | не определялся | не определялся         |
| 4a     |                         | Ребекка Бейли     | не определялся              | не определялся | не определялся   | не определялся | не определялся         |
| 4b     |                         | Жанна Голай       | не определялся              | не определялся | не определялся   | не определялся | не определялся         |
| 5      |                         | Джули Янг         | не определялся              | не определялся | не определялся   | не определялся | не определялся         |
| 6      |                         | Катрин Марсаль    | не определялся              | не определялся | не определялся   | не определялся | не определялся         |
| 7      |                         | Деде Барри        | не определялся              | не определялся | не определялся   | не определялся | не определялся         |
| 8a     |                         | Деде Барри        | не определялся              | не определялся | не определялся   | не определялся | не определялся         |
| 8b     | индивидуальная разделка | Клара Хьюз        | не определялся              | не определялся | не определялся   | не определялся | не определялся         |
| 9      |                         | Раса Поликевичюте | Валентина Полханова         | Жанна Голай    | Сью Палмер-Комар | Ребекка Бейли  | Россия                 |
| Итог   | Итог                    |                   | Валентина Полханова         | Жанна Голай    | Сью Палмер-Комар | Ребекка Бейли  | Россия                 |

## Итоговое положение
| \| Генеральная классификация \| Генеральная классификация \| Генеральная классификация \| Генеральная классификация \| Генеральная классификация \| \| Гонщик \| Гонщик \| Команда \| Время \| \| \| ------------------------- \| ------------------------- \| ------------------------- \| ------------------------- \| ------------------------- \| \| 1-й \| Валентина Полханова \| Россия \| \| \| \| 2-й \| Раса Поликевичюте \| Литва \| \| \| \| 3-й \| Светлана Бубненкова \| Россия \| \| \| \| 4-й \| Деде Барри \| США \| \| \| \| 5-й \| Клара Хьюз \| Канада \| \| \| \| 6-й \| Сью Палмер-Комар \| Канада \| \| \| \| 7-й \| Катрин Марсаль \| Франция \| \| \| \| 8-й \| Хейди Ван де Вейвер \| Бельгия \| \| \| \| 9-й \| Ребекка Бейли \| Новая Зеландия \| \| \| \| 10-й \| Вера Холфельд \| Германия \| \| \| |                     |                |       |
| |                     |                |       |
| |                     |                |       |
| Генеральная классификация |                     |                |       |
| Гонщик | Гонщик              | Команда        | Время |
| 1-й | Валентина Полханова | Россия         |       |
| 2-й | Раса Поликевичюте   | Литва          |       |
| 3-й | Светлана Бубненкова | Россия         |       |
| 4-й | Деде Барри          | США            |       |
| 5-й | Клара Хьюз          | Канада         |       |
| 6-й | Сью Палмер-Комар    | Канада         |       |
| 7-й | Катрин Марсаль      | Франция        |       |
| 8-й | Хейди Ван де Вейвер | Бельгия        |       |
| 9-й | Ребекка Бейли       | Новая Зеландия |       |
| 10-й | Вера Холфельд       | Германия       |       |